# Бересклет большекрылый
Берескле́т большекры́лый (лат. Euónymus macroptérus) — листопадное дерево, вид рода Бересклет (Euonymus) семейства Бересклетовые (Celastraceae).

## Ботаническое описание

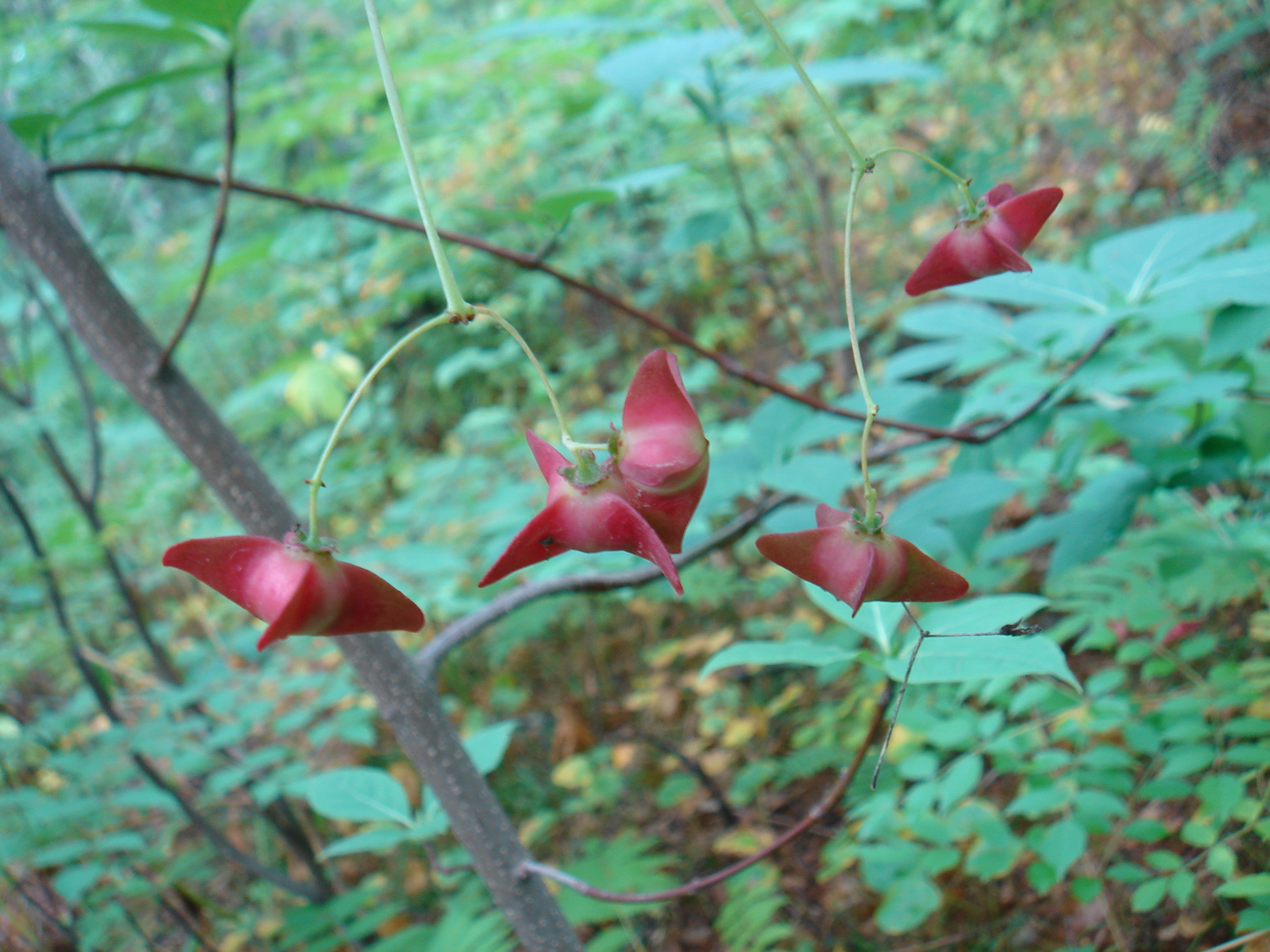
Плоды бересклета большекрылого

Бересклет большекрылый — дерево до 9 м высотой. Побеги уплощёные, тёмно-зелёные или фиолетовые, голые, гладкие, с небольшими смоляными наростами.

### Листья
Листовые пластинки 3,5—15 см длиной и 1,5—8 см шириной, обратнояйцевидные или эллиптические, на верхушке заострённые, по краю мелкопильчатые. Черешок 3—15 мм длиной.

### Цветки
Цветёт в мае—июне.
Соцветия 9—21-цветковые.
Цветки 4-членные. Лепестки широко-эллиптические, зеленовато-белые.

### Плоды
Плод — коробочка, четырёхлопастная, с узкими крыльями 11—20 мм длиной, обычно отклонёнными к верхушке, нередко загнутыми.

## Распространение и экология
Распространён в Японии, на Корейском полуострове, в некоторых частях Китая.
На российском Дальнем Востоке встречается в Приморском и Хабаровском краях, Сахалине, Курильских островах (Шикотан, Итуруп, Кунашир).
Произрастает на опушках и прогалинах в хвойных и широколиственных лесах, на открытых склонах, среди бамбучников, или в луговых сообществах, доходит почти до 1000 м над уровнем моря. Теневынослив. В лесах часто встречается в вегетативном состоянии не выше яруса трав, с появлением окон и на опушках такие экземпляры быстро растут и начинают плодоносить. Нуждается в высокой и постоянной влажности воздуха.

## Хозяйственное значение и применение
Может использоваться как декоративное растение в садоводстве.
Растение ядовито.
Древесина пригодна для древесного угля. Кора корней содержит 2—6 % гутты.

## Классификация

### Таксономическое положение
Таксономическая схема:
|  |                                                                              |                           |                           |                           |                                                            |                           |                           |                           |                                            |                           |                           |  | |  |  |  |
|  | отдел Цветковые, или Покрытосеменные (классификация согласно Системе APG II) |                           |                           |                           |                                                            |                           |                           |                           |                                            |                           |                           |  | |  |  |  |
|  |                                                                              |                           |                           |                           |                                                            |                           |                           |                           |                                            |                           |                           |  | |  |  |  |
|  | порядок Бересклетоцветные                                                    | порядок Бересклетоцветные | порядок Бересклетоцветные | порядок Бересклетоцветные | порядок Бересклетоцветные                                  | порядок Бересклетоцветные | порядок Бересклетоцветные | порядок Бересклетоцветные | порядок Бересклетоцветные                  | порядок Бересклетоцветные | порядок Бересклетоцветные |  | ещё 44 порядка цветковых растений, из которых к бересклетоцветным наиболее близки Бобовоцветные, Букоцветные, Кисличноцветные, Мальпигиецветные, Розоцветные и Тыквоцветные |  |  |  |
|  |                                                                              |                           |                           |                           |                                                            |                           |                           |                           |                                            |                           |                           |  | ещё 44 порядка цветковых растений, из которых к бересклетоцветным наиболее близки Бобовоцветные, Букоцветные, Кисличноцветные, Мальпигиецветные, Розоцветные и Тыквоцветные |  |  |  |
|  | семейство Бересклетовые                                                      | семейство Бересклетовые   | семейство Бересклетовые   | семейство Бересклетовые   | семейство Бересклетовые                                    | семейство Бересклетовые   | семейство Бересклетовые   |                           | ещё три семейства, в том числе Белозоровые |                           |                           |  | ещё 44 порядка цветковых растений, из которых к бересклетоцветным наиболее близки Бобовоцветные, Букоцветные, Кисличноцветные, Мальпигиецветные, Розоцветные и Тыквоцветные |  |  |  |
|  |                                                                              |                           |                           |                           |                                                            |                           |                           |                           | ещё три семейства, в том числе Белозоровые |                           |                           |  | ещё 44 порядка цветковых растений, из которых к бересклетоцветным наиболее близки Бобовоцветные, Букоцветные, Кисличноцветные, Мальпигиецветные, Розоцветные и Тыквоцветные |  |  |  |
|  | род Бересклет                                                                | род Бересклет             | род Бересклет             |                           | еще около ста родов, в том числе: Древогубец, Кассина, Кат |                           |                           |                           | ещё три семейства, в том числе Белозоровые |                           |                           |  | ещё 44 порядка цветковых растений, из которых к бересклетоцветным наиболее близки Бобовоцветные, Букоцветные, Кисличноцветные, Мальпигиецветные, Розоцветные и Тыквоцветные |  |  |  |
|  |                                                                              |                           |                           |                           | еще около ста родов, в том числе: Древогубец, Кассина, Кат |                           |                           |                           | ещё три семейства, в том числе Белозоровые |                           |                           |  | ещё 44 порядка цветковых растений, из которых к бересклетоцветным наиболее близки Бобовоцветные, Букоцветные, Кисличноцветные, Мальпигиецветные, Розоцветные и Тыквоцветные |  |  |  |
|  | Бересклет большекрылый (Euonymus macropterus) и ещё более двухсот видов      |                           |                           |                           | еще около ста родов, в том числе: Древогубец, Кассина, Кат |                           |                           |                           | ещё три семейства, в том числе Белозоровые |                           |                           |  | ещё 44 порядка цветковых растений, из которых к бересклетоцветным наиболее близки Бобовоцветные, Букоцветные, Кисличноцветные, Мальпигиецветные, Розоцветные и Тыквоцветные |  |  |  |
|  |                                                                              |                           |                           |                           | еще около ста родов, в том числе: Древогубец, Кассина, Кат |                           |                           |                           | ещё три семейства, в том числе Белозоровые |                           |                           |  | ещё 44 порядка цветковых растений, из которых к бересклетоцветным наиболее близки Бобовоцветные, Букоцветные, Кисличноцветные, Мальпигиецветные, Розоцветные и Тыквоцветные |  |  |  |
|  |                                                                              |                           |                           |                           |                                                            |                           |                           |                           | ещё три семейства, в том числе Белозоровые |                           |                           |  | ещё 44 порядка цветковых растений, из которых к бересклетоцветным наиболее близки Бобовоцветные, Букоцветные, Кисличноцветные, Мальпигиецветные, Розоцветные и Тыквоцветные |  |  |  |
|  |                                                                              |                           |                           |                           |                                                            |                           |                           |                           |                                            |                           |                           |  | ещё 44 порядка цветковых растений, из которых к бересклетоцветным наиболее близки Бобовоцветные, Букоцветные, Кисличноцветные, Мальпигиецветные, Розоцветные и Тыквоцветные |  |  |  |
|  |                                                                              |                           |                           |                           |                                                            |                           |                           |                           |                                            |                           |                           |  | |  |  |  |
|  |                                                                              |                           |                           |                           |                                                            |                           |                           |                           |                                            |                           |                           |  | |  |  |  |

### Синонимы
- Euonymus ussuriensis Maxim.
- Kalonymus macropterus (Rupr.) Prokh.
- Turibana macroptera (Rupr.) Nakai